# شهرستان شینگلونگ
شهرستان شینگلونگ (به لاتین: Xinglong County) یک شهرستان‌های جمهوری خلق چین در چین است که در چنگده واقع شده‌است.
 شهرستان شینگلونگ ۳٬۱۱۶ کیلومتر مربع مساحت و ۳۲۰٬۰۰۰ نفر جمعیت دارد و ۵۷۹ متر بالاتر از سطح دریا واقع شده‌است.